# Communauté de communes du Pays de Saugues
La communauté de communes du Pays de Saugues est une ancienne communauté de communes française, située dans le département de la Haute-Loire en région Auvergne-Rhône-Alpes.

## Historique
Elle est créée le 1er janvier 2002.
Le schéma départemental de coopération intercommunale,, approuvé le 4 mars 2016 par la commission départementale de coopération intercommunale de la Haute-Loire, prévoit la fusion, le 1er janvier 2017, de la communauté de communes du Pays de Saugues avec les communautés de communes du Langeadois, du Pays de Paulhaguet et Ribeyre, Chaliergue et Margeride, ainsi que les communes de Berbezit et Varennes-Saint-Honorat.
Le 1er janvier 2017, la communauté de communes du Pays de Saugues fusionne au sein de la communauté de communes des Rives du Haut Allier.

## Territoire communautaire

### Géographie
Elle est située autour de Saugues, entre les hauteurs de la Margeride (Mont Mouchet) et les gorges de l'Allier.

### Composition
Elle comprenait les quatorze communes suivantes :
| Nom                       | Code Insee | Gentilé         | Superficie (km2) | Population (dernière pop. légale) | Densité (hab./km2) |
| ------------------------- | ---------- | --------------- | ---------------- | --------------------------------- | ------------------ |
| Saugues (siège)           | 43234      | Sauguains       | 78,80            | 1 814 (2014)                      | 23                 |
| Auvers                    | 43015      | Auversois       | 21,50            | 60 (2014)                         | 2,8                |
| La Besseyre-Saint-Mary    | 43029      |                 | 21,57            | 117 (2014)                        | 5,4                |
| Chanaleilles              | 43054      |                 | 48,52            | 188 (2014)                        | 3,9                |
| Charraix                  | 43060      |                 | 9,46             | 89 (2014)                         | 9,4                |
| Cubelles                  | 43083      |                 | 12,13            | 148 (2014)                        | 12                 |
| Esplantas-Vazeilles       | 43090      |                 | 17,13            | 126 (2017)                        | 7,4                |
| Grèzes                    | 43104      |                 | 35,79            | 203 (2014)                        | 5,7                |
| Monistrol-d'Allier        | 43136      |                 | 27,32            | 199 (2014)                        | 7,3                |
| Saint-Christophe-d'Allier | 43173      |                 | 19,30            | 93 (2014)                         | 4,8                |
| Saint-Préjet-d'Allier     | 43220      | Saint-Priestois | 24,46            | 156 (2014)                        | 6,4                |
| Saint-Vénérand            | 43225      |                 | 9,68             | 49 (2014)                         | 5,1                |
| Thoras                    | 43245      | Thorassiens     | 44,93            | 229 (2017)                        | 5,1                |
| Venteuges                 | 43256      | Venteugeois     | 39,35            | 349 (2014)                        | 8,9                |

### Démographie
| 1968  | 1975  | 1982  | 1990  | 1999  | 2008  | 2013  |
| ----- | ----- | ----- | ----- | ----- | ----- | ----- |
| 6 898 | 6 083 | 5 569 | 4 905 | 4 381 | 4 061 | 3 856 |

## Administration

### Siège
Le siège de la communauté de communes est situé à Saugues.

### Les élus
Le conseil communautaire est composé de 27 conseillers communautaires.
| Nombre de délégués | Communes |
| ------------------ | --- |
| 6                  | Saugues |
| 2                  | Chanaleilles, Monistrol-d'Allier, Saint-Préjet-d'Allier, Thoras, Venteuges                                                                           |
| 1 + 1 suppléant    | Auvers, La Besseyre-Saint-Mary, Charraix, Croisances, Cubelles, Esplantas, Grèzes, Saint-Christophe-d'Allier, Saint-Vénérand, Vazeilles-près-Saugues |

### Présidence
Son président est Jean-Claude Morel, maire de Saint-Préjet-d'Allier (SE).
En 2014, le conseil communautaire a désigné trois vice-présidents : Michel Brun, Ludovic Leydier et Christian Vidal.

### Compétences
La communauté de communes exerce les compétences suivantes :
- développement économique ;
- aménagement de l'espace ;
- environnement ;
- logement et cadre de vie ;
- actions scolaires, sociales et familiales ;
- actions sportives et culturelles.